# Cova
Cova někdy též Cuba (hebrejsky צוֹבָה, v oficiálním přepisu do angličtiny Zova, přepisováno též Tzova nebo Tzuba) je vesnice typu kibuc v Izraeli, v Jeruzalémském distriktu, v Oblastní radě Mate Jehuda.

## Geografie
Leží v nadmořské výšce 724 metrů na zalesněných svazích Judských hor. Jižně od vesnice spadá terén do hlubokého údolí vodního toku Nachal Cuba, který pak vede k západu, kde vtéká do potoka Sorek. Na protější straně kaňonu Nachal Cuba se zvedá hora Har Ejtan.
Obec se nachází 44 kilometrů od břehu Středozemního moře, cca 45 kilometrů jihovýchodně od centra Tel Avivu a cca 10 kilometrů západně od historického jádra Jeruzalému. Covu obývají Židé, přičemž osídlení v tomto regionu je etnicky převážně židovské. Pouze 3 kilometry severozápadně odtud ale leží město Abu Goš, které obývají izraelští Arabové. Další arabské vesnice Ajn Nakuba a Ajn Rafa leží bezprostředně na sever od kibucu.
Cova je na dopravní síť napojena pomocí lokální silnice číslo 395.

## Dějiny
Cova byla založena v roce 1948 na místě vysídlené arabské vesnice Suba, jejíž zbytky jsou dosud uchovány na návrší Tel Cuba východně od nynějšího kibucu a jejíž jméno navazovalo na starověké židovské osídlení. V Bibli se tato osada nazývala Soba nebo Sobetha. Od středověku tu pak bylo arabské osídlení. Stála tu muslimská svatyně al-Šajch Ibrahim. Ve středověku tu dočasně stávala rovněž křižácká pevnost Belmont dobytá Saladinem roku 1191. Tu pak přestavěla místní vlivná rodina Abu Ghawsh. Pevnost byla zničena v roce 1832 během tažení Ibrahima Pašy v Palestině. Roku 1931 zde žilo 434 lidí v 110 domech (společně s arabskou osadou Dejr Amr). Izraelci byla vesnice dobyta v červenci 1948. Její zástavba pak byla z větší části zbořena.
Ke zřízení současné židovské vesnice zde došlo 19. října 1948, tedy ještě během války za nezávislost, kdy Jeruzalémský koridor ovládla izraelská armáda a kdy došlo k vysídlení většiny arabské populace v této oblasti. Zpočátku se vesnice nazývala Palmach Cova (פלמח צובא). Zakladateli byla skupina 75 vojáků jednotek Palmach. Ty později doplnili i Židé z Evropy přeživší holokaust a židovští imigranti z Turecka.
V obci funguje ulpan, tedy školící středisko pro nové přistěhovalce a turisty. Místní ekonomika je založena na zemědělství (pěstování oliv, révy a ovoce). Počátkem 80. let 20. století přibyla i průmyslová výroba. Rozvíjí se turistický ruch (hotel s 64 lůžky).

## Demografie
Podle údajů z roku 2014 tvořili naprostou většinu obyvatel v Cově Židé - cca 600 osob (včetně statistické kategorie "ostatní", která zahrnuje nearabské obyvatele židovského původu ale bez formální příslušnosti k židovskému náboženství, cca 700 osob).
Jde o menší obec vesnického typu s dlouhodobě stagnující populací. K 31. prosinci 2014 zde žilo 653 lidí. Během roku 2014 populace stoupla o 2,5 %.
| Rok            | 1948 | 1961 | 1972 | 1983 | 1995 | 2001 | 2003 | 2004 | 2005 | 2006 | 2007 | 2008 | 2009 | 2010 | 2011 | 2012 | 2013 | 2014 |
| -------------- | ---- | ---- | ---- | ---- | ---- | ---- | ---- | ---- | ---- | ---- | ---- | ---- | ---- | ---- | ---- | ---- | ---- | ---- |
| Počet obyvatel | 76   | 161  | 298  | 397  | 514  | 611  | 613  | 583  | 584  | 588  | 578  | 582  | 564  | 588  | 610  | 600  | 637  | 653  |